# Lázaro Aristides Betancourt
Lázaro Aristides Betancourt (Matanzas, Cuba; 30 de julio de 1936 – 19 de enero de 2025) fue un atleta cubano especialista en la carrera con obstáculos.

## Carrera
Participó en una ocasión en los Juegos Olímpicos en Tokio 1964 en la prueba de 110 metros con vallas donde logró superar la ronda de clasificación al terminar en segundo lugar en su hit, pero quedó eliminado en semifinales al terminar en sexto lugar a 13 centésimas de la clasificación.
A nivel panamericano ganó la medalla de bronce en el evento de 110 metros con vallas en Sao Paulo 1963 donde fue superado por Blaine Lindgren y Willie May, ambos de Estados Unidos. En los Juegos Centroamericanos y del Caribe ganó la medalla de oro en la edición de Kingston 1962 en los 110 metros con vallas y en el Juegos Iberoamericanos de atletismo de 1960 en Santiago, Chile ganó la medalla de oro en el mismo evento.